# (500147) 2012 DU34
(500147) 2012 DU34 es un asteroide perteneciente al cinturón de asteroides, descubierto el 24 de febrero de 2012 por el equipo del Spacewatch desde el Observatorio Nacional de Kitt Peak, Arizona, Estados Unidos.

## Designación y nombre
Designado provisionalmente como 2012 DU34.

## Características orbitales
2012 DU34 está situado a una distancia media del Sol de 2,473 ua, pudiendo alejarse hasta 2,837 ua y acercarse hasta 2,109 ua. Su excentricidad es 0,147 y la inclinación orbital 10,12 grados. Emplea 1420,64 días en completar una órbita alrededor del Sol.

## Características físicas
La magnitud absoluta de 2012 DU34 es 17,4.